# Rambha (diosa)

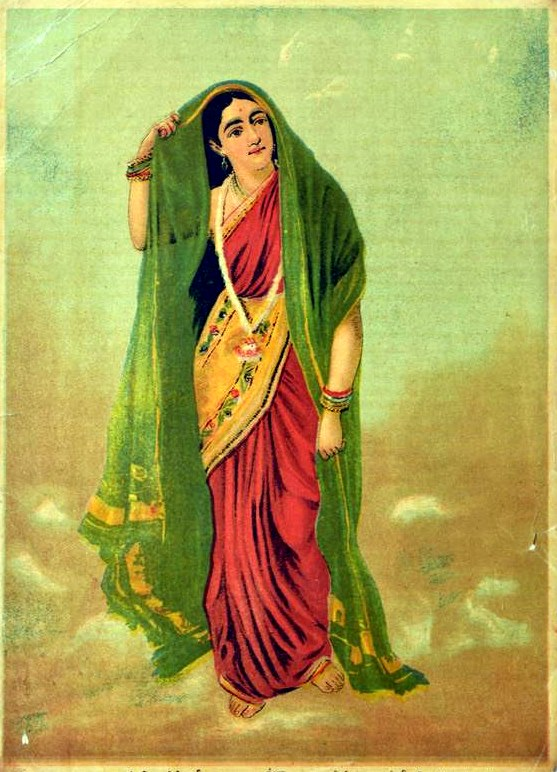
Litografía de la Diosa Hindú Rambha

En el marco del hinduismo, Rambhā es la reina de las apsarás. De entre todas estas ninfas, Rambhá fue la primera, producida durante el episodio del batido del mar de leche, y en ese sentido se la considera hija de la espuma del mar. Es insuperable en las artes de la danza, la música y el sexo.
Según la enciclopedia Espasa, Rembha era la diosa del placer, una de las que componían la corte del semidiós Indra.
Esta diosa se correspondería con
Afrodita (la diosa del amor, en la mitología griega) o con
Venus (diosa del amor, en la mitología romana).
Otra (o la misma) Rambhā era la esposa terrena de Nala Kūbara (el hijo de Kúbera), que fue secuestrada y violada por el rey Rávana (hermanastro menor de Kúbera).
Según el Ramaiana, el dios Brahmá (de cuatro cabezas) maldijo entonces a Rávana, que si volvía a tocar a una mujer sin consentimiento, su cabeza estallaría.
(Según otras leyendras, fue Nalakubara quien maldijo a su tío Rávana).
Esa maldición salvó la castidad de Sitá (la esposa del rey Rama), cuando fue secuestrada por Rávana.
Según el Majábharata, Rambhá era una forma de Laksmí y la mujer más hermosa en el paraíso del dios Indra.
El verdadero significado de la ninfa Rambha quiere decir; que aquellos que rumian el verdadero conocimiento se convierten en mensajeros de Dios, en ángeles, ninfas o adas. No tiene nada que ver como lo interpretan en la devoción, que si era para entretener a la corte o era un objeto sexual.

## Otros significados de Rambhá
Según el diccionario de Monier Monier-Williams, Rambhā significa también:
- plátano, según el Kathā Sarit Sāgara y la literatura kāvya.
- un tipo de arroz
- hilo de algodón con que se ata la carne cocida de un animal
- nombre de una cortesana, según la literatura kāvya (ver veśiā)
- un tipo de métrica
- nombre de la diosa Gaurī o de Dākṣāyaṇī (en las montañas Malaya, en el sur de la India).

## En el «Ramaiana»
En el Ramaiana (‘las andanzas de [el dios] Rama’) se cuenta la historia de los intentos del dios Indra para arruinar la meditación del sabio Vishuámitra.
Primero le envió a la apsará Menaká (hija de Vrishan Aśwa y esposa de Himavat), quien logró seducir al sabio.
Éste aprendió la lección, y cuando retomó su meditación para convertirse en un brahmarshi, Indra le envió entonces a otra bellísima apsará, Rambhá.
Pero Vishvamitra, colérico, maldijo a la diosa a convertirse en una piedra durante 10 000 años.

## Con el nombre de Rembha
En el sur de la India se pronuncia rémbja y es un nombre personal femenino.
Rembhá se adora en el sur de la India, principalmente en el Estado indio de Kerala, donde se habla el idioma dravídico malaialam.